# Naturschutzgebiet Elbhang Vierwald
Koordinaten: 53° 22′ 10,2″ N, 10° 40′ 10,6″ O

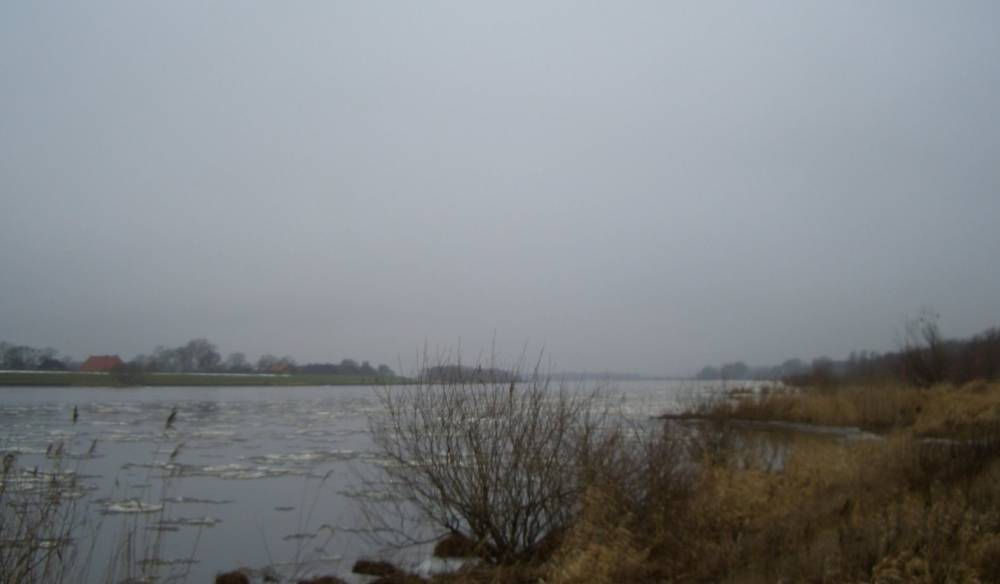
Elbe im Winter

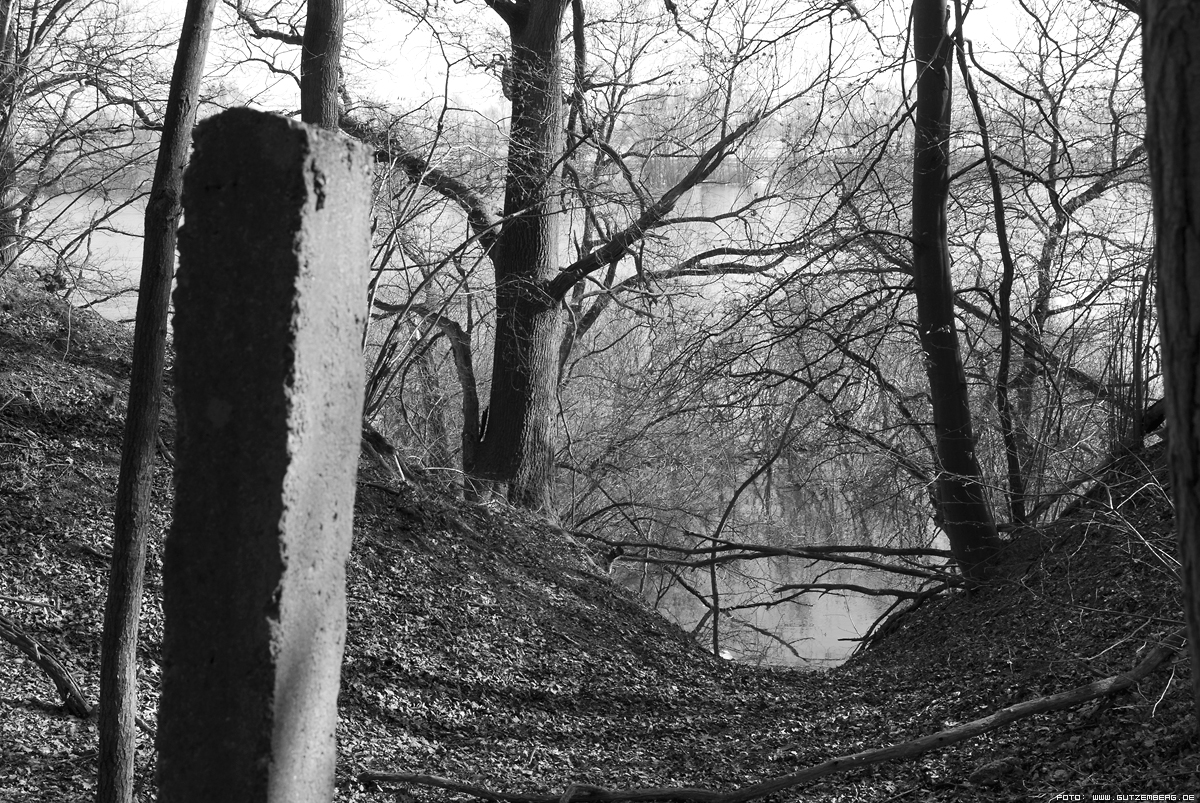
Kerbtal im Vierwald

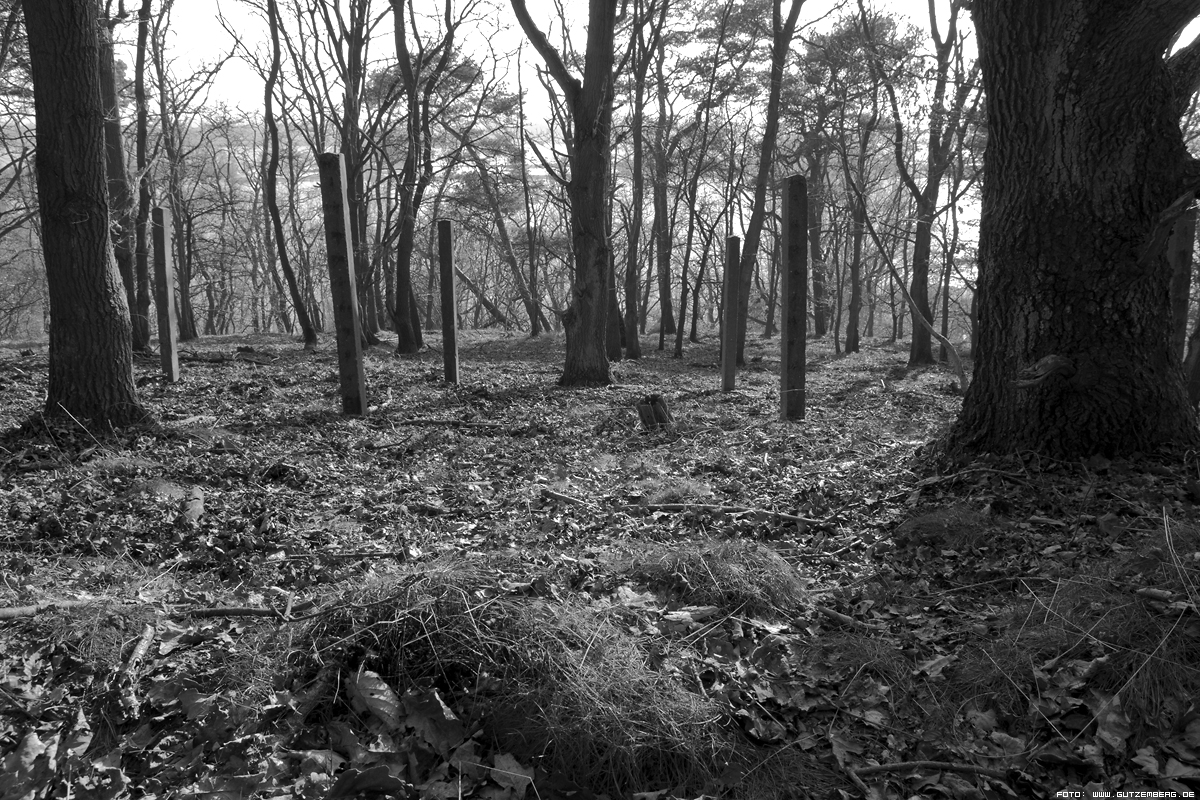
Überreste der innerdeutschen Grenze

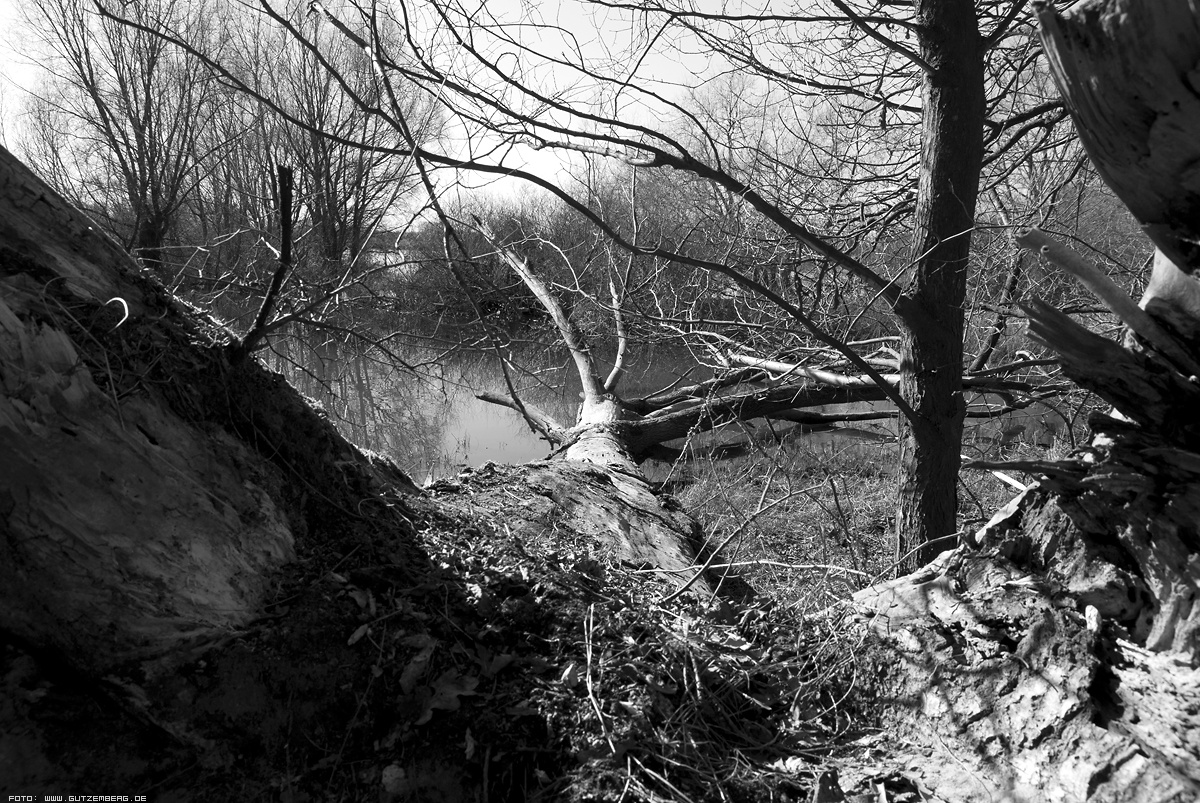
Am Elbufer im Vierwald

Das Naturschutzgebiet Elbhang „Vierwald“ war ein Naturschutzgebiet in Mecklenburg-Vorpommern zwei Kilometer westlich des Boizenburger Ortsteils Vier. Es befand sich im Naturpark Mecklenburgisches Elbetal. Der Schutzzweck des 185 Hektar umfassenden Gebietes bestand im Erhalt eines ungedeichten Abschnittes der Elbe mit Brenndolden-Auwiesen und einem Hangmischwald.
Heute liegt das Gebiet im UNESCO-Biosphärenreservat Flusslandschaft Elbe-Mecklenburg-Vorpommern. Mit Verabschiedung des „Gesetzes über das Biosphärenreservat Flusslandschaft Elbe Mecklenburg-Vorpommern“ vom 15. Januar 2015 wurde das Großschutzgebiet zur Umsetzung der nationalen Kriterien für die Anerkennung und Überprüfung von Biosphärenreservaten der UNESCO in Deutschland in Kern- und Pflege- und Entwicklungszonen gegliedert (§ 6 BRElbeG M-V). Gleichzeitig wurden mit Artikel 7 des Gesetzes „Aufhebung von Rechtsvorschriften“ die nationalen Schutzgebietsverordnungen und Beschlüsse unter anderem zu Landschafts- und Naturschutzgebieten sowie zum Naturpark „Mecklenburgisches Elbetal“ aufgehoben, so dass diese Schutzgebietskategorien innerhalb des Biosphärenreservates nicht mehr existieren. Die Flächen des Naturschutzgebietes sind in den Schutzstatus Pflegezone in das UNESCO-Biosphärenreservat Flusslandschaft Elbe-Mecklenburg-Vorpommern übergegangen. Nach EU-Recht ist das Gebiet auch Bestandteil eines FFH- und Vogelschutzgebiets.
Der Gebietszustand wird als sehr gut eingestuft, da die Auenflächen der natürlichen Hochwasserdynamik unterliegen und die Wälder sich weitgehend ungestört entwickeln.

## Geschichte
Die Flächen wurden entscheidend durch die letzte Eiszeit geprägt. Ein Teil der Flächen liegt im Urstromtal der Elbe. Bereits auf der Wiebekingschen Karte aus dem Jahr 1786 ist der heutige Wald-Offenland-Anteil erkennbar. Die innerdeutsche Grenze verlief direkt südlich des heutigen Schutzgebiets. Der Boizenburger Ortsteil Vier wurde zu DDR-Zeiten aufgrund der Grenznähe aufgegeben.

## Tier- und Pflanzenwelt
Die Aubereiche nehmen den überwiegenden Teil des Schutzgebietes ein. Typische Pflanzenarten sind Rohrglanzgras, Schilf, Gundermann und Brenndolde. Weiter westlich findet sich ein Auwald mit Wasserdarm sowie Silber- und Korbweiden. Die höheren Lagen nimmt ein Laubwald aus Stiel-Eiche, Feld- und Bergahorn, Vogelkirsche sowie Feld- und Flatterulme ein.
Brutvögel sind Schwarzmilan, Turmfalke, Hohltaube, Eisvogel, Kolkrabe, Rebhuhn, Neuntöter und Schwanzmeise. Der Fischotter lebt im Gebiet.